# Hamza Bâlî
Hamza Bâlî est un soufi melâmî originaire de Bosnie mort exécuté en 1573.

## Biographie
Il fut le disciple du maitre melâmî-bayramî Hüsameddîn Ankavarî. Ainsi, à la demande de celui-ci, il adopta le comportement qui caractérise les gens du blâme :

« Le maître déclara : "Mon avis est celui-ci : Tu te livreras aux mortifications, aux exercices spirituels et à l'abaissement de ton âme dans la solitude et tu diras des absurdités pour cacher ton état, comme cela les gens t'accableront d'après ce qu'ils verront et t'accuseront. À partir de ce jour ton nom sera Hamza. »

Peu de temps après, il succéda à son maître et dirigea durant plusieurs années de nombreux disciples dans la voie spirituelle, notamment à Istanbul. Cependant, il finit par éveiller l'animosité des clercs ainsi que des maîtres de confréries soufies qui voyaient en lui un illettré incapable de conduire des disciples. Après avoir fui en Bosnie, il est capturé dans la région de Tuzla et reconduit à Istanbul où on l'interroge. Il est alors jugé et condamné à mort pour hérésie et prétention aux miracles. Il avait en effet affirmé pouvoir chasser la peste d'Istanbul. Son exécution a lieu en juin 1573. Elle fut assimilée à un autre martyr melâmî  Ismâ'îl Ma'şûqî. Une fetvâ émise lors du jugement de Hamza Bâlî met clairement en rapport les deux hommes :

« L'execution d'Ismâ'îl mis à mort sur l'ordre de la fetvâ de mon maître, orgueil de Rome (la rome d'Orient, Rûm), le défunt ibn-i Kemâl, était fondé sur le fait qu'il avait été convaincu d'hérésie et d'antinomisme. Si Şeyh Hamza est lui aussi un hérétique de cette voie, son exécution est requise par la Loi. »

À la suite de ce martyr, le mouvement melâmî dans l'Empire ottoman prit le nom de Hamzevî en souvenir de Hamza Bâlî. Ses disciples furent encore chassés durant des décennies sur de larges territoires. Le terme Hamzevî devint même synonyme d'hérétique et des maîtres de confrérie rédigèrent des traités contre les Hamzevîs s'appuyant sur des textes du soufisme. 

## Doctrine
À l'instar des autres maîtres melâmîs de la période ottomane, Hamza Bâlî était fortement influencé par la doctrine de l'unité de l'existence, la Wahdat al-wujud, attribuée à l'andalou Ibn Arabi. A. Gölpinarli (tr), qui a rédigé un travail sur les melâmis, écrit à ce sujet :

« Les Hamzevîs n'ont pas comme les autres maîtres de confrérie admis de manière timorée la doctrine de l'unité de l'existence (vahdet-i vücûd). En acceptant l'unité dans tous ses aspects et en la proclamant même ostensiblement, ils se sont sacrifiés en martyrs de l'unité. D'ailleurs, après Hamza Bâlî, les spirituels de la Melâmiye sont restés loin de ce genre de débordements »